# Auguste de Villiers de L’Isle-Adam

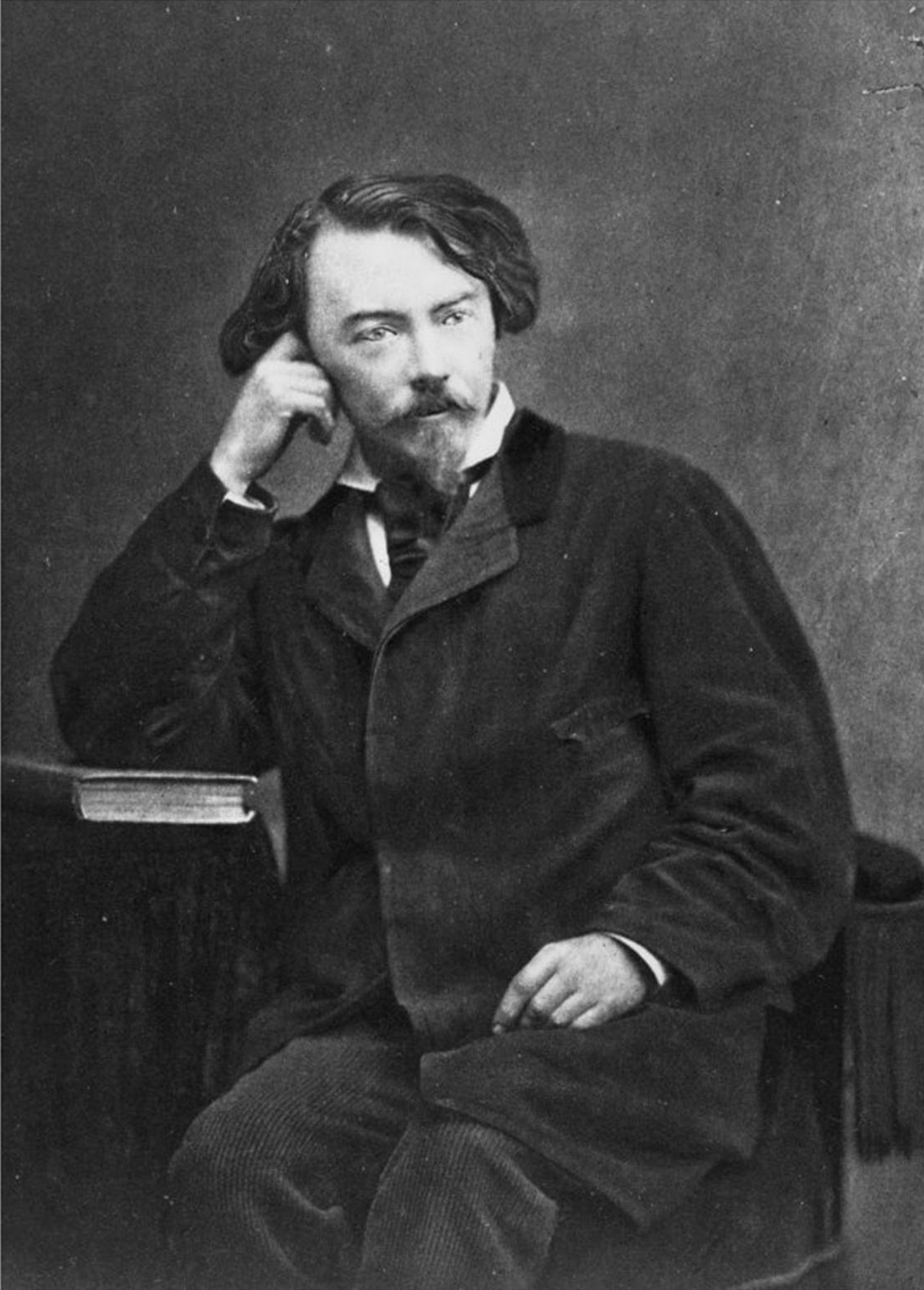
Auguste Villiers de L’Isle-Adam

Jean Marie Mathias Philippe Auguste Graf von Villiers de L’Isle-Adam [ʒɑ̃ maʁi matjas filip ɔɡyst də vilje də lil adɑ̃] (* 7. November 1838 in Saint-Brieuc; † 18. August 1889 in Paris) war ein französischer Schriftsteller. Sein von der Familie verwendeter Rufname war Mathias; der Vorname Auguste taucht nicht auf allen seinen Büchern auf, die er meist unter Villiers de L’Isle-Adam veröffentlichte.

## Leben
Auguste Villiers de L’Isle-Adam entstammte einem alten bretonischen Adelsgeschlecht, das schon zu seinen Lebzeiten verarmte: Sein Vater befasste sich erfolglos mit der Suche nach den Schätzen versunkener Schiffe. Der Junge wuchs bei Mutter und Tante auf, besuchte das Collège von Saint-Brieuc, das Lycée in Laval und machte nach dem Umzug der Eltern seinen Schulabschluss in Rennes. Schon mit siebzehn Jahren stellte er einen Gedichtband fertig, der 1859 erschien. Da waren die Eltern bereits nach Paris übersiedelt, um den literarischen Erfolg des als hochbegabt geltenden Sohnes zu sichern. Nachdem dieser Erfolg ausblieb, verbrachte Villiers de L’Isle-Adam von wenigen Reisen abgesehen sein restliches Leben in Paris. Er lebte und arbeitete dort als Schriftsteller unter kärglichen Bedingungen. Seinen Lebensunterhalt fristete er mit journalistischen Arbeiten, gelegentlichen Veröffentlichungen in Zeitschriften und teilweise grotesken Anstellungen wie der als lebender Punchingball in einer Boxschule. 1862 machte er sich lächerlich, als er unter Berufung auf seinen uralten Adel Anspruch auf den vakanten griechischen Königstitel erhob. Die von ihm 1867 gegründete Zeitschrift Revue des Lettres et des Arts ging nach kurzer Zeit wieder ein. 1870 kam durch Fürsprache von Alexandre Dumas sein Schauspiel La révolte im Vaudeville auf die Bühne und löste einen Theaterskandal aus. Sein Versuch, sich 1882 zum Bezirksrat wählen zu lassen, scheiterte an skurrilen Forderungen wie der nach dem Abriss der Großen Oper und des Pantheons. Erst nach 1883 konnte er in Auflehnung gegen sein materialistisches Zeitalter durch den bescheidenen Erfolg seiner phantastischen Novellen Grausamen Geschichten (1883) und den Roman Die zukünftige Eva (1886), er schuf ferner Dramen Schauspiele vom Schreiben leben, wenn auch immer unterstützt von Freunden wie Stéphane Mallarmé, Méry Laurent und Léon Dierx.
Villiers de L’Isle-Adam war außerdem mit Charles Baudelaire, Joris-Karl Huysmans und Richard Wagner befreundet. Mit seinen phantastischen Romanen und Novellen gilt Villiers de L’Isle-Adam als einer der Begründer des französischen Symbolismus. Sein Roman L’Ève future ist eines der ersten Science-Fiction-Werke und gleichzeitig eine Satire auf die Wissenschaft.
Villiers de L’Isle-Adam starb in der Nacht vom 18. zum 19. August 1889 in einem Pariser Krankenhaus an Krebs.

## Werke

### Lyrik
- Premières poésies 1856–1858, Gedichte, 1859

### Prosa
- Isis, Roman, 1862
- Contes cruels, Novellen, 1883 (dt. Grausame Geschichten, 1904)

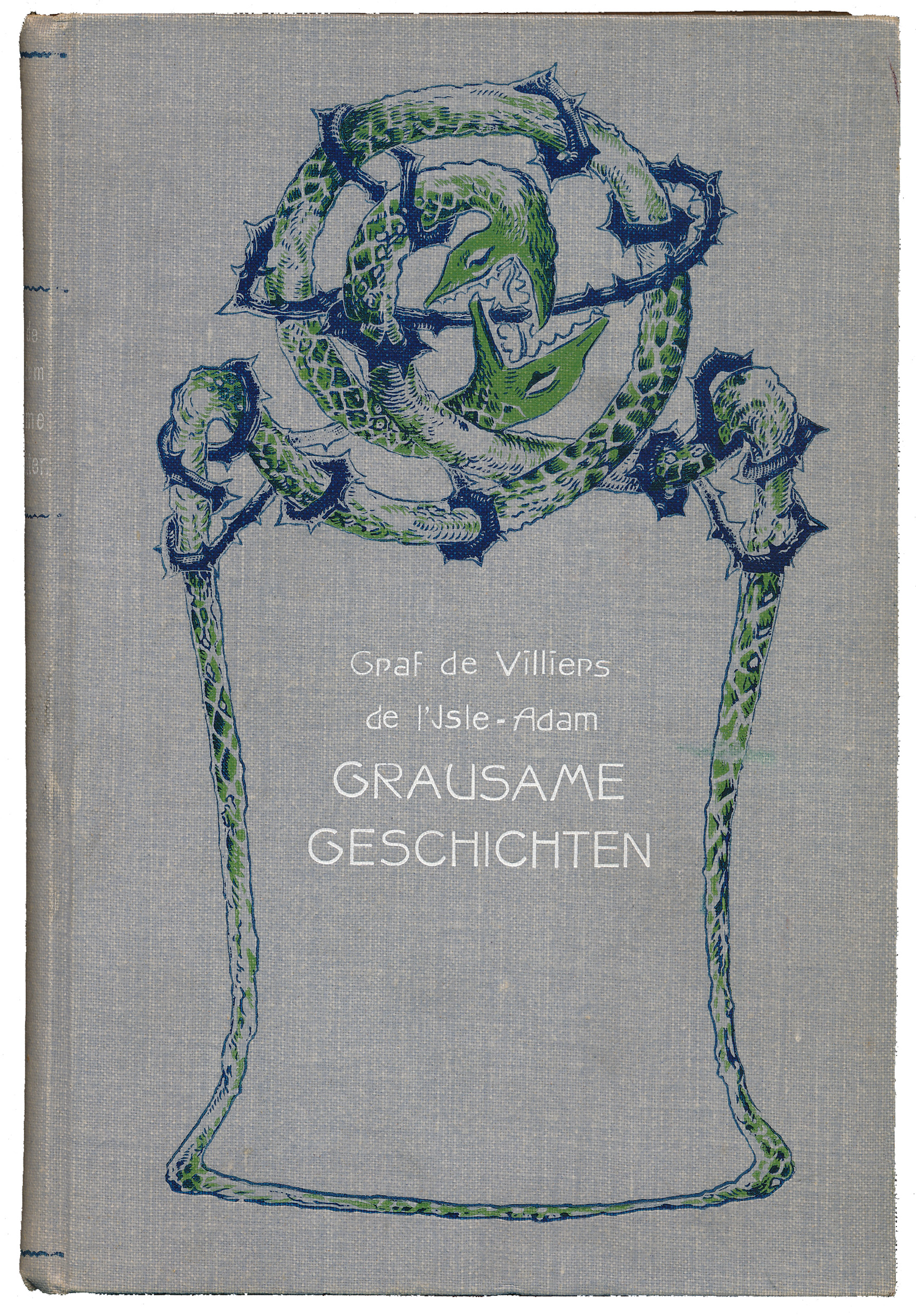
Grausame Geschichten. E. Eißelt, Berlin 1904. Dt. Erstausgabe

- Catalina, Roman, 1885 (dt. Catalina, 1947)
- L’Ève future, Roman, 1886 (dt. Edisons Weib der Zukunft, 1909)
- Tribulat Bonhomet, Erzählungen, 1887 (dt. Tribulat Bonhomet, 1990)

### Dramen
- Elën, Schauspiel, 1865
- Morgan, Schauspiel, 1866
- La révolte, Schauspiel, 1870 (dt. Die Revolte)
- Le Nouveau Monde, Schauspiel, 1880
- Axël, Schauspiel, 1890
- L'Évasion, Schauspiel, 1890 (posthum) (dt. Die Flucht)
- Le Prétendant, (Überarbeitung von 'Morgan', 1875, posthum veröffentlicht 1965)

### Editionen
- Gesammelte Werke in sieben Bänden, Hg. Hanns Heinz Ewers, Georg Müller, München 1909–1920

1. Grausame Geschichten
2. Geschichten vom Jenseits
3. Triboulat Bonhomet
4. Isis
5. Das zweite Gesicht und andere Novellen
6. Axel
7. Die Eva der Zukunft

- Vera und andere Erzählungen, Übers. Hanns Heinz Ewers. Weltgeist, Berlin 1930
- Véra. Aus dem Französischen übersetzt, mit Anmerkungen und einem Nachwort versehen von Ulrich Klappstein. jmb-Verlag, Hannover 2011, ISBN 978-3-940970-73-2
- mit Voltaire: Erzählungen. Die Meisterwerke der Phantastischen Weltliteratur, Die Bibliothek von Babel, 14. Hg. Jorge Luis Borges. Übers. Maria Bamberg, Elke Wehr, Ilse Lehmann. Edition Weitbrecht bei Thienemanns, Stuttgart 1983, ISBN 3-522-71335-4[1]

## Notizen
1. ↑  von de L-A: Die Hoffnung. Die Abenteuer des Tse-I-La. Der Einsatz. Königin Isabeau. Der Tischgast der letzten Feste. Düster die Erzählung, düstrer noch der Erzähler. Vera. Weitere 7 Erz. sind von Voltaire

| Personendaten    | Personendaten                                                                              |
| ---------------- | ------------------------------------------------------------------------------------------ |
| NAME             | Villiers de L’Isle-Adam, Auguste de                                                        |
| ALTERNATIVNAMEN  | Villiers de L’Isle-Adam, Jean Marie Mathias Philippe Auguste Graf von (vollständiger Name) |
| KURZBESCHREIBUNG | französischer Schriftsteller                                                               |
| GEBURTSDATUM     | 7. November 1838                                                                           |
| GEBURTSORT       | Saint-Brieuc                                                                               |
| STERBEDATUM      | 18. August 1889                                                                            |
| STERBEORT        | Paris                                                                                      |